# Mario Ferrera Garcia
Mario Ferrera Garcia est un joueur espagnol de volley-ball né le 18 janvier 1987 à Los Palacios dans la Province de Séville. Il mesure 1,87 m et joue au poste de réceptionneur-attaquant.
Il évolue depuis juillet 2013 sous les couleurs de l'Avignon Volley-Ball.
Il a connu 11 sélections en équipe nationale espagnole de volley-ball.

## Clubs
| Club                                  | Pays    | De        | À         |
| ------------------------------------- | ------- | --------- | --------- |
| Club Voleibol Los Palacios            | Espagne | 2000-2001 | 2002-2003 |
| Universidad de Málaga Probisa Pizarra | Espagne | 2003-2004 | 2004-2005 |
| Unicaja Almería                       | Espagne | 2005-2006 | 2008-2009 |
| UCAM Murcia                           | Espagne | 2009-2010 | 2010-2011 |
| Unicaja Almería                       | Espagne | 2011-2012 | 2012-2013 |
| Avignon Volley-Ball                   | France  | 2013-2014 | 2013-2014 |

## Palmarès
- Championnat d'Espagne (1)
  - Vainqueur : 2013
- Supercoupe d'Espagne (2)
  - Vainqueur : 2012, 2013